# Atria (ster)
Atria is de helderste ster - een oranje reus - in het sterrenbeeld Zuiderdriehoek (Triangulum Australe), zichtbaar op het zuidelijk halfrond. De naam is gebaseerd op een samentrekking van de Bayer-aanduiding: alpha Triangulum Australis. Er zijn aanwijzingen voor sterke zonnevlammen op het oppervlak. Er zijn aanwijzingen dat Atria een dubbelster is. 